# Kaladont
Kaladont ili kalodont je igra riječi, posebno zastupljena kod Južnih Slavena u kojoj sudionik igre treba reći riječ koja počinje na posljednja dva slova riječi koju je rekao prethodni igrač. Igra potječe od marke paste za zube „Kalodont” koja je jedna od riječi koje donose pobjedu jer ne postoji riječ koja počinje s nt. Drugim riječima, sudionik treba izbjeći izgovaranje riječi koja završava s ka jer naredni sudionik može reći kaladont i pobijediti.
Igra počinje tako što jedan sudionik kaže riječ. Nakon toga, najčešće u smjeru kazaljke na satu ili u suprotnom smjeru, drugi sudionici igre govore riječ, pritom obraćajući pažnju na to da riječ mora biti glagol u infinitivu ili imenica u nominativu te ne smije biti vlastito ime ili izmišljena riječ. Sudionik koji se ne može sjetiti riječi, ispada iz igre. Sudionik koji prvi kaže kaladont kada netko kaže riječ koja završava na ka ili sudionik koji ostane posljednji je pobjednik. Dodatna otežavajuća okolnost kod ove igre je to da se riječi moraju brzo izgovoriti.